# Église Saint-Clair de Vaudes
L'église de Vaudes  est une église du XIIe siècle située à Vaudes, en France.

## Description
Elle est pour les deux tiers du XVIe siècle.

### Mobilier
Elle possède un mobilier et des verrières du XVIe siècle.
- Vierge de pitié en calcaire peint[1].
- Un manuscrit dit de Saint Clair[2] qui donne un commentaire des vitraux[3].

Une Vierge à l'Enfant en calcaire du XIVe siècle.

## Historique
La paroisse dépendait du grand doyenné de Troyes et avait Montceaux comme succursale. Mais le village avait pour particularité d'être scindé en deux et le côté du village où ne se situait pas l'église dépendait de la paroisse de Saint-Thibaud.
Odard de Villeprouvé avait fait une donation en 1690 pour faire construire une tombe à son frère Claude et Nicole Honel sa femme.